# Rainbows (財津和夫のアルバム)
『rainbows』（レインボウズ）は、財津和夫の10枚目のオリジナル・アルバム。2001年9月21日にビクターエンタテインメントから発売された。

## 解説
前作『PRIVATE MOON』と同様に、1960年代サウンドのコンセプト・アルバムで、似た世界観・編曲・演奏が為されている。最後の楽曲も前作の『プロローグ』の対となる『エピローグ』になっており、アルバム・タイトル通り「虹」がテーマになっている。ディスクジャケットはサイケデリックを前面に打ち出している。
本作発売後、ソロとしてのオリジナル・アルバム制作は一旦途切れ、しばらくの間、チューリップとしての活動やセルフカバーなどが活動の中心となる。

## 収録曲
| 全作詞・作曲・編曲: 財津和夫。 |                                 |          |            |      |
| #                              | タイトル                        | 作詞     | 作曲・編曲 | 時間 |
| 1.                             | 「虹の雫」                      | 財津和夫 | 財津和夫   | 2:52 |
| 2.                             | 「虹色の心 〜あるいは母の掌〜」 | 財津和夫 | 財津和夫   | 4:52 |
| 3.                             | 「金色の草原」                  | 財津和夫 | 財津和夫   | 5:00 |
| 4.                             | 「in the rain」                 | 財津和夫 | 財津和夫   | 4:43 |
| 5.                             | 「遠い約束」                    | 財津和夫 | 財津和夫   | 4:02 |
| 6.                             | 「青春の季節」                  | 財津和夫 | 財津和夫   | 4:08 |
| 7.                             | 「あなたを見ている」            | 財津和夫 | 財津和夫   | 3:35 |
| 8.                             | 「止まった時計」                | 財津和夫 | 財津和夫   | 2:56 |
| 9.                             | 「あの日見た虹」                | 財津和夫 | 財津和夫   | 4:26 |
| 10.                            | 「エピローグ」                  | 財津和夫 | 財津和夫   | 2:53 |
| 合計時間:                      | 合計時間:                       | 39:27    |            |      |

## 演奏者
- SHUNYA SHIMIZU/Keyboards
- FUMIO YANAGISAWA/E.Guitar, A.Guitar, E.Bass(M-2,3,5,7,10)
- YOSHIKAZU HATASHITA/E.Guitar, A.Guitar(M-4,6,8,9)